# Nati nel 1983/Aprile
| Questa pagina contiene informazioni ricavate automaticamente dalle voci biografiche con l'ausilio del template Bio e di un bot. L'aggiornamento è periodico e automatico e ricostruisce completamente la pagina. Se manca una persona in questa lista, sei pregato di non aggiungerla, ma accertati piuttosto che la sua voce biografica contenga il template Bio e che i dati anagrafici siano correttamente compilati. Se il template Bio manca, inseriscilo tu stesso o, in alternativa, metti l'avviso {{tmp\|Bio}} che ne segnala la mancanza. Se i dati riportati sono sbagliati, correggi direttamente la voce biografica; le modifiche saranno visibili in questa lista entro pochi giorni. Per chiarimenti vedi il progetto biografie. La lista contiene solo le 438 persone che sono citate nell'enciclopedia e per le quali è stato implementato correttamente il template Bio. Pagina aggiornata al 18 ago 2025. |

- 1º aprile - Gerardo Battistoni, giocatore di calcio a 5 argentino
- 1º aprile - Julija Bičyk, canottiera bielorussa
- 1º aprile - Bruno de Paula Ribeiro Ingrácia, ex calciatore brasiliano
- 1º aprile - Mat Gordon, modello canadese
- 1º aprile - Hera, cantante e musicista islandese
- 1º aprile - Ellen Hollman, attrice statunitense
- 1º aprile - Jussi Jokinen, hockeista su ghiaccio finlandese
- 1º aprile - Matt Lanter, attore, doppiatore e modello statunitense
- 1º aprile - Sergej Lazarev, cantante, attore teatrale e ballerino russo
- 1º aprile - Emad Mostaque, imprenditore bangladese
- 1º aprile - Christian Schulz, ex calciatore tedesco
- 1º aprile - Ólafur Ingi Skúlason, ex calciatore islandese
- 1º aprile - Eugene Sseppuya, ex calciatore ugandese
- 1º aprile - Sean Taylor, giocatore di football americano statunitense († 2007)
- 1º aprile - Dimitrij Timčenko, lottatore ucraino
- 1º aprile - Amr Zaki, ex calciatore egiziano
- 1º aprile - Zhang Yiming, imprenditore e ingegnere cinese
- 2 aprile - Deji Akindele, ex cestista e allenatore di pallacanestro nigeriano
- 2 aprile - Arthur Boka, ex calciatore ivoriano
- 2 aprile - Félix Borja, allenatore di calcio e ex calciatore ecuadoriano
- 2 aprile - Paul Capdeville, allenatore di tennis e ex tennista cileno
- 2 aprile - Laura Carmine, attrice portoricana
- 2 aprile - Carla Giuliano, politica italiana
- 2 aprile - Elena Grimaldi, ex attrice pornografica italiana
- 2 aprile - Niels Kerstholt, pattinatore di short track olandese
- 2 aprile - Sergej Kovalëv, pugile russo
- 2 aprile - Ana Lelas, ex cestista croata
- 2 aprile - Maksym Mazuryk, astista ucraino
- 2 aprile - Oh Eun-seok, schermidore sudcoreano
- 2 aprile - Martina Rejchová, ex cestista ceca
- 2 aprile - Scorpio Sky, wrestler statunitense
- 2 aprile - Milan Stepanov, ex calciatore serbo
- 2 aprile - G-Hot, rapper tedesco
- 3 aprile - Dejan Bojović, ex pallavolista serbo
- 3 aprile - Lyès Bouyacoub, judoka algerino
- 3 aprile - Ludovic Butelle, calciatore francese
- 3 aprile - Şenol Can, allenatore di calcio e ex calciatore bulgaro
- 3 aprile - Ali Fakhreddine, ex cestista libanese
- 3 aprile - Benjamin Foster, ex calciatore inglese
- 3 aprile - Ugo Ihemelu, ex calciatore nigeriano
- 3 aprile - Lee Kar Wai, ex arciere hongkonghese
- 3 aprile - Carl Manu, rugbista a 15 neozelandese
- 3 aprile - Marco Rizzone, politico italiano
- 3 aprile - Juan Manuel Salgueiro, allenatore di calcio e ex calciatore uruguaiano
- 3 aprile - Anay Tejeda, ex ostacolista e velocista cubana
- 3 aprile - Irena Vujović, politica serba
- 3 aprile - Austin Wolf, attore pornografico statunitense
- 4 aprile - Saidu Adeshina, ex calciatore nigeriano
- 4 aprile - Eric André, attore, comico e conduttore televisivo statunitense
- 4 aprile - Tigran Bajgoric, schermidore canadese
- 4 aprile - Ben Gordon, ex cestista britannico
- 4 aprile - Roberto Guerra, ex cestista spagnolo
- 4 aprile - Kim Min-chul, ex lottatore sudcoreano
- 4 aprile - Robert Kristan, hockeista su ghiaccio sloveno
- 4 aprile - Jussi Kujala, ex calciatore finlandese
- 4 aprile - Davide Lufrano Chaves, chitarrista italiano († 2013)
- 4 aprile - Mounir Obbadi, ex calciatore marocchino
- 4 aprile - Paolo Pizzo, schermidore italiano
- 4 aprile - Amanda Righetti, attrice e produttrice cinematografica statunitense
- 4 aprile - Masayoshi Tsukada, giocatore di football americano giapponese
- 4 aprile - Conny Wassmuth, canoista tedesca
- 4 aprile - Samuel Wilson, calciatore nicaraguense
- 4 aprile - Oleksandr Zubov, scacchista ucraino
- 5 aprile - Jaime Castrillón, ex calciatore colombiano
- 5 aprile - Vincent Demarconnay, ex calciatore francese
- 5 aprile - John Garae, ex calciatore vanuatuano
- 5 aprile - Fousseny Kamissoko, ex calciatore ivoriano
- 5 aprile - Ralf Kreuzer, ex sciatore alpino svizzero
- 5 aprile - Ángel López Pérez, allenatore di calcio spagnolo
- 5 aprile - Jorge Andrés Martínez, ex calciatore uruguaiano
- 5 aprile - Giuseppe Mazzanti, ex giocatore di baseball italiano
- 5 aprile - Brock Radunske, ex hockeista su ghiaccio canadese
- 5 aprile - Yohann Sangaré, ex cestista francese
- 5 aprile - Shikha Uberoi, ex tennista indiana
- 6 aprile - Aleksej Agarkov, pallanuotista russo
- 6 aprile - Diora Baird, attrice e modella statunitense
- 6 aprile - Mehdi Ballouchy, allenatore di calcio e ex calciatore marocchino
- 6 aprile - Luca Belingheri, allenatore di calcio e ex calciatore italiano
- 6 aprile - Jamal Campbell-Ryce, allenatore di calcio e ex calciatore inglese
- 6 aprile - Sylvie Černá, pentatleta ceca
- 6 aprile - Rick Cosnett, attore australiano
- 6 aprile - Thomas Fothen, ex ciclista su strada e pistard tedesco
- 6 aprile - Jerome Kaino, ex rugbista a 15 neozelandese
- 6 aprile - Ferenc Karakó, arbitro di calcio ungherese
- 6 aprile - Lee Ji-sun, modella sudcoreana
- 6 aprile - Rute Muianga, ex cestista mozambicana
- 6 aprile - Mitsuru Nagata, ex calciatore giapponese
- 6 aprile - Joël Perrault, ex hockeista su ghiaccio canadese
- 6 aprile - Simon Rožman, allenatore di calcio e ex calciatore sloveno
- 6 aprile - Bobbi Starr, ex attrice pornografica statunitense
- 6 aprile - James Wade, giocatore di freccette inglese
- 6 aprile - Wang Shipeng, ex cestista cinese
- 7 aprile - Marcos Angeleri, ex calciatore argentino
- 7 aprile - Lukaian Baptista, giocatore di calcio a 5 brasiliano
- 7 aprile - Manuel Cardoso, ex ciclista su strada portoghese
- 7 aprile - Carlos Corberán, allenatore di calcio e ex calciatore spagnolo
- 7 aprile - Andrea Fuentes, sincronetta spagnola
- 7 aprile - Phil Goss, ex cestista e allenatore di pallacanestro statunitense
- 7 aprile - Ze'ev Haimovich, ex calciatore israeliano
- 7 aprile - Jón Jacobsen, ex calciatore faroese
- 7 aprile - Kyle Labine, attore canadese
- 7 aprile - Ismail Matar, ex calciatore emiratino
- 7 aprile - Evan McKie, ballerino canadese
- 7 aprile - Allan Pearce, calciatore neozelandese
- 7 aprile - Ramona Puerari, pallavolista italiana
- 7 aprile - Franck Ribéry, ex calciatore francese
- 7 aprile - Jakub Smrž, pilota motociclistico ceco
- 7 aprile - Jon Stead, allenatore di calcio e ex calciatore inglese
- 7 aprile - Janar Talts, ex cestista e dirigente sportivo estone
- 7 aprile - Michael Tonge, ex calciatore inglese
- 7 aprile - Ramón Rodrigo de Freitas, ex calciatore brasiliano
- 8 aprile - Allu Arjun, attore e ballerino indiano
- 8 aprile - Edson Braafheid, ex calciatore olandese
- 8 aprile - Valentina Cipriani, schermitrice italiana
- 8 aprile - Anastasija Ermakova, sincronetta russa
- 8 aprile - Jérémie Galland, ex ciclista su strada francese
- 8 aprile - Natalie Hurst, ex cestista australiana
- 8 aprile - Chris Iannetta, giocatore di baseball statunitense
- 8 aprile - Musawengosi Mguni, ex calciatore zimbabwese
- 8 aprile - Jurij Molčan, schermidore russo
- 8 aprile - Dragan Paljić, ex calciatore tedesco
- 8 aprile - Tat'jana Petrova Archipova, mezzofondista, maratoneta e siepista russa
- 8 aprile - Ovince Saint Preux, artista marziale misto statunitense
- 8 aprile - Roland Števko, calciatore slovacco
- 8 aprile - Levy Tran, attrice e modella statunitense
- 8 aprile - Bruno Vale, ex calciatore portoghese
- 9 aprile - Aita Camastral, ex sciatrice alpina svizzera
- 9 aprile - Willie Colon, giocatore di football americano statunitense
- 9 aprile - Omar Daoud, calciatore libico († 2018)
- 9 aprile - Lukáš Dlouhý, ex tennista ceco
- 9 aprile - Carl Elliott, ex cestista statunitense
- 9 aprile - Supardi Nasir, calciatore indonesiano
- 9 aprile - Thomas Reinmann, ex calciatore svizzero
- 9 aprile - Adrian Sălăgeanu, ex calciatore rumeno
- 9 aprile - Ken Skupski, ex tennista britannico
- 9 aprile - Mina Tindle, cantautrice francese
- 9 aprile - Elena Volkova, ex cestista russa
- 9 aprile - John Yapp, rugbista a 15 gallese
- 10 aprile - Mindaugas Bagužis, ex calciatore lituano
- 10 aprile - Fumiyuki Beppu, ex ciclista su strada giapponese
- 10 aprile - Aleš Besta, ex calciatore ceco
- 10 aprile - César Alberto Castro, ex calciatore venezuelano
- 10 aprile - Jamie Chung, attrice e personaggio televisivo statunitense
- 10 aprile - Bobby Dixon, ex cestista statunitense
- 10 aprile - Paul Green, ex calciatore irlandese
- 10 aprile - Hamed Malekmohammadi, judoka iraniano
- 10 aprile - Ryan Merriman, attore statunitense
- 10 aprile - Mauro Sarmiento, taekwondoka italiano
- 10 aprile - Hannes Sigurðsson, ex calciatore islandese
- 10 aprile - Nurbachyt Tenizbaev, lottatore kazako
- 10 aprile - Igor Žofčák, calciatore slovacco
- 11 aprile - Sandro Calabro, procuratore sportivo e ex calciatore olandese
- 11 aprile - Povilas Čukinas, cestista e allenatore di pallacanestro lituano
- 11 aprile - Rick Flens, ex ciclista su strada olandese
- 11 aprile - Foxxy, attrice pornografica statunitense
- 11 aprile - Michele Gamba, direttore d'orchestra e pianista italiano
- 11 aprile - Jennifer Heil, ex sciatrice freestyle canadese
- 11 aprile - Stephen Keel, ex calciatore statunitense
- 11 aprile - Torbjørn Kjerrgård, calciatore norvegese
- 11 aprile - Erislandy Lara, pugile cubano
- 11 aprile - Sebastián Rodrigo Martínez, calciatore uruguaiano
- 11 aprile - Brad Oleson, ex cestista statunitense
- 11 aprile - Rubén Palazuelos, calciatore spagnolo
- 11 aprile - Mark Prettenthaler, ex calciatore austriaco
- 11 aprile - Petter Severeide, ex giocatore di calcio a 5 e ex calciatore norvegese
- 11 aprile - Summer Cem, rapper tedesco
- 12 aprile - Jan Tore Amundsen, ex calciatore norvegese
- 12 aprile - Davide Dias, ex calciatore portoghese
- 12 aprile - Jelena Dokić, allenatrice di tennis, ex tennista e scrittrice serba
- 12 aprile - Sergio Daniel Escudero, ex calciatore argentino
- 12 aprile - Michele Focosi, pugile italiano
- 12 aprile - Jakov Grcić, giocatore di calcio a 5 croato
- 12 aprile - Luke Kibet, maratoneta keniota
- 12 aprile - Musab Mahmoud, calciatore qatariota
- 12 aprile - Sak Noel, disc jockey e produttore discografico spagnolo
- 12 aprile - Kristen O'Neill, ex cestista e allenatrice di pallacanestro statunitense
- 12 aprile - Fabio Roselli, dirigente sportivo e ex calciatore italiano
- 12 aprile - Adam Russo, allenatore di hockey su ghiaccio e hockeista su ghiaccio canadese
- 12 aprile - Devin Smith, ex cestista e allenatore di pallacanestro statunitense
- 12 aprile - Steven Smith, ex cestista statunitense
- 12 aprile - Anton Unterkofler, ex snowboarder austriaco
- 13 aprile - Roberto Africano, pallanuotista italiano
- 13 aprile - Claudio Bravo, ex calciatore cileno
- 13 aprile - Schalk Burger, rugbista a 15 sudafricano
- 13 aprile - Ricky Burns, pugile britannico
- 13 aprile - Nicole Cooke, ex ciclista su strada britannica
- 13 aprile - Federica Felini, ex modella, personaggio televisivo e cantante italiana
- 13 aprile - Philipp Heerwagen, ex calciatore tedesco
- 13 aprile - Carlos Kletnicki, ex calciatore argentino
- 13 aprile - Raffaella Lamera, ex altista italiana
- 13 aprile - Luis Marín Barahona, calciatore cileno
- 13 aprile - Aaron Miles, ex cestista e allenatore di pallacanestro statunitense
- 13 aprile - Walid Mumuni, cestista ghanese
- 13 aprile - Paul Murphy, politico irlandese
- 13 aprile - Chiara Nicola, attrice italiana
- 13 aprile - Steve Pearce, ex giocatore di baseball statunitense
- 13 aprile - Hunter Pence, ex giocatore di baseball statunitense
- 13 aprile - Nabeel Qureshi, scrittore statunitense († 2017)
- 13 aprile - Claudia Rossi, ex attrice pornografica slovacca
- 13 aprile - Shin Hwa-yong, ex calciatore sudcoreano
- 13 aprile - Henri Traoré, ex calciatore burkinabé
- 13 aprile - Rodrigo Vergilio, calciatore brasiliano
- 13 aprile - Ramon Zomer, ex calciatore olandese
- 13 aprile - Marko Šutalo, ex cestista serbo
- 14 aprile - Yayma Boulet, cestista cubana
- 14 aprile - Fabio Gambacorta, pallanuotista e allenatore di pallanuoto italiano
- 14 aprile - Simona La Mantia, triplista italiana
- 14 aprile - James McFadden, allenatore di calcio e ex calciatore scozzese
- 14 aprile - Michel Noher, attore argentino
- 14 aprile - Ahmed Otaif, ex calciatore saudita
- 14 aprile - Artūras Rimkevičius, calciatore e giocatore di calcio a 5 lituano († 2019)
- 14 aprile - Jason Rogers, schermidore statunitense
- 14 aprile - Paolo Rotondo, giocatore di calcio a 5 italiano
- 14 aprile - Alan Toccaceli, ex calciatore sammarinese
- 14 aprile - Nik'oloz Tskit'ishvili, ex cestista georgiano
- 14 aprile - Adaílton José dos Santos Filho, ex calciatore brasiliano
- 15 aprile - Colin Allred, politico e ex giocatore di football americano statunitense
- 15 aprile - Marek Bakoš, ex calciatore slovacco
- 15 aprile - Elvis Banyihwabe, ex calciatore burundese
- 15 aprile - Alice Braga, attrice brasiliana
- 15 aprile - Matt Cardle, cantante britannico
- 15 aprile - Aline Domingos, modella brasiliana
- 15 aprile - Dudu Cearense, ex calciatore brasiliano
- 15 aprile - Richard Edwards, ex calciatore giamaicano
- 15 aprile - Michael Gault, allenatore di calcio e ex calciatore nordirlandese
- 15 aprile - Il'ja Koval'čuk, hockeista su ghiaccio russo
- 15 aprile - Steven Langton, bobbista statunitense
- 15 aprile - Alberto Manca, politico italiano
- 15 aprile - Sergej Monja, ex cestista russo
- 15 aprile - Morolake Ogunoye, ex cestista nigeriana
- 15 aprile - Martin Pedersen, ex ciclista su strada danese
- 15 aprile - Sara Pichelli, fumettista italiana
- 15 aprile - Margo Price, cantautrice statunitense
- 15 aprile - Aleksandr Šešukov, ex calciatore russo
- 15 aprile - Emiliano Té, ex calciatore guineense
- 15 aprile - Sara Ziff, modella, sindacalista e regista statunitense
- 16 aprile - Alex Antônio de Melo Santos, ex calciatore brasiliano
- 16 aprile - Jaycee Carroll, ex cestista statunitense
- 16 aprile - Marié Digby, cantante e musicista statunitense
- 16 aprile - Jon Horst, dirigente sportivo statunitense
- 16 aprile - Daniel Hubmann, orientista svizzero
- 16 aprile - Anthony McHenry, allenatore di pallacanestro e ex cestista statunitense
- 17 aprile - Gal Alberman, allenatore di calcio e ex calciatore israeliano
- 17 aprile - Benoît Bastien, arbitro di calcio francese
- 17 aprile - Claudio Bosia, ex sciatore freestyle svizzero
- 17 aprile - Cho Won-hee, ex calciatore sudcoreano
- 17 aprile - Lyndsie Fogarty, canoista australiana
- 17 aprile - Szabolcs Huszti, allenatore di calcio e ex calciatore ungherese
- 17 aprile - Roberto Jiménez Jiménez, calciatore peruviano
- 17 aprile - Thomas Kristensen, allenatore di calcio e ex calciatore danese
- 17 aprile - Andrea Marcato, allenatore di rugby a 15, rugbista a 15 e dirigente sportivo italiano
- 17 aprile - Guy Reschenthaler, politico statunitense
- 17 aprile - Aleksej Velikodnyj, pentatleta russo
- 17 aprile - Jakov Vladović, ex cestista e allenatore di pallacanestro croato
- 17 aprile - Robert Wagner, dirigente sportivo e ex ciclista su strada tedesco
- 17 aprile - Federico Zappino, filosofo italiano
- 18 aprile - Giorgio Boscagin, ex cestista italiano
- 18 aprile - Miguel Cabrera, giocatore di baseball venezuelano
- 18 aprile - Reeve Carney, attore e cantante statunitense
- 18 aprile - Sofian Chahed, allenatore di calcio e ex calciatore tedesco
- 18 aprile - François Clerc, ex calciatore francese
- 18 aprile - Juan Gill, ex calciatore argentino
- 18 aprile - Roberto Gutiérrez, calciatore cileno
- 18 aprile - Fodil Hadjadj, ex calciatore algerino
- 18 aprile - Lucas Sebastián Haedo, ex ciclista su strada argentino
- 18 aprile - Cody McCormick, ex hockeista su ghiaccio canadese
- 18 aprile - Carlos Alexandre Rodrigues do Nascimento, ex cestista brasiliano
- 18 aprile - Owenn, cantautore e ballerino statunitense
- 18 aprile - Leila Rajabi, ex pesista bielorussa
- 18 aprile - Ibrahim Abdul Razak, ex calciatore ghanese
- 18 aprile - Hernán Rengifo, calciatore peruviano
- 18 aprile - Katherine Maher, dirigente d'azienda statunitense
- 18 aprile - Daniele Rustioni, direttore d'orchestra italiano
- 19 aprile - Eliton Deola, ex calciatore brasiliano
- 19 aprile - Juan Pablo Garat, allenatore di calcio e ex calciatore argentino
- 19 aprile - Cheryl Haworth, ex sollevatrice statunitense
- 19 aprile - Stefan Kulovits, allenatore di calcio e ex calciatore austriaco
- 19 aprile - Joe Mauer, ex giocatore di baseball statunitense
- 19 aprile - Brian Michitti, allenatore di football americano e ex giocatore di football americano statunitense
- 19 aprile - Patrick Ogunsoto, ex calciatore nigeriano
- 19 aprile - Patrick Platins, ex calciatore tedesco
- 19 aprile - Rich Boy, rapper statunitense
- 19 aprile - Nenad Žugaj, lottatore croato
- 19 aprile - Neven Žugaj, lottatore croato
- 20 aprile - Alela Diane, cantante e compositrice statunitense
- 20 aprile - Jessica Foley, ex cestista e giocatrice di football australiano australiana
- 20 aprile - Yuri van Gelder, ginnasta olandese
- 20 aprile - Danny Granger, ex cestista statunitense
- 20 aprile - Sebastian Ingrosso, disc jockey, produttore discografico e attore svedese
- 20 aprile - Miranda Kerr, supermodella australiana
- 20 aprile - Sébastien Lacroix, ex combinatista nordico francese
- 20 aprile - Nick Lewis, ex cestista statunitense
- 20 aprile - Ervin Llani, ex calciatore albanese
- 20 aprile - Romain Millo-Chluski, ex rugbista a 15 francese
- 20 aprile - Max Neukirchner, pilota motociclistico tedesco
- 20 aprile - Gaute Ormåsen, cantante norvegese
- 20 aprile - Michael dos Santos, pallavolista brasiliano
- 20 aprile - Fabio Staibano, rugbista a 15 italiano
- 21 aprile - Todor Aleksiev, pallavolista bulgaro
- 21 aprile - Javier Arizala, ex calciatore colombiano
- 21 aprile - Paweł Brożek, ex calciatore polacco
- 21 aprile - Piotr Brożek, ex calciatore polacco
- 21 aprile - Marco Donadel, allenatore di calcio e ex calciatore italiano
- 21 aprile - Maximiliano Gagliardo, calciatore argentino
- 21 aprile - Marcel Garvey, rugbista a 15 britannico
- 21 aprile - Tarvaris Jackson, giocatore di football americano statunitense († 2020)
- 21 aprile - Gugu Mbatha-Raw, attrice britannica
- 21 aprile - Ruthie Ann Miles, attrice e mezzosoprano statunitense
- 21 aprile - Julie Page, ex cestista britannica
- 21 aprile - Matteo Ripaldi, attore italiano
- 22 aprile - Nelson David Cabrera, calciatore paraguaiano
- 22 aprile - Itzhak Cohen, ex calciatore israeliano
- 22 aprile - Jos Hooiveld, ex calciatore olandese
- 22 aprile - Vaggelīs Mantzios, ex calciatore greco
- 22 aprile - Nacho Martín, cestista spagnolo
- 22 aprile - Jenny Piro, calciatrice italiana
- 22 aprile - Cristopher Sacchin, ex tuffatore italiano
- 22 aprile - Douglas Silva, ex calciatore brasiliano
- 22 aprile - Daniel Sjölund, allenatore di calcio e ex calciatore finlandese
- 22 aprile - Jean Marie Sylla, calciatore guineano († 2025)
- 22 aprile - Miroslav Vujadinović, ex calciatore montenegrino
- 22 aprile - Julia Weldon, attrice e cantante statunitense
- 23 aprile - Leon Andreasen, ex calciatore danese
- 23 aprile - Yves Bitséki, calciatore gabonese
- 23 aprile - Alex Bogomolov Jr., allenatore di tennis e ex tennista russo
- 23 aprile - Patrick Brice, regista, sceneggiatore e attore statunitense
- 23 aprile - Kobe Fernandez, ex cestista venezuelano
- 23 aprile - Daniela Hantuchová, commentatore televisivo e ex tennista slovacca
- 23 aprile - Aaron Hill, attore statunitense
- 23 aprile - Jung Soon-ok, lunghista sudcoreana
- 23 aprile - Julien Mahé, allenatore di pallacanestro francese
- 23 aprile - Marta Mangué, pallamanista spagnola
- 23 aprile - Eduardo Pincelli, calciatore brasiliano
- 23 aprile - Shalana Santana, attrice brasiliana
- 23 aprile - César Soriano, ex calciatore spagnolo
- 23 aprile - Gerhardus Zandberg, ex nuotatore sudafricano
- 24 aprile - Radosław Cierzniak, ex calciatore polacco
- 24 aprile - José Carlos Ferreira Filho, ex calciatore brasiliano
- 24 aprile - Javier Jattin, attore e modello colombiano
- 24 aprile - Abderrahman Kabous, ex calciatore francese
- 24 aprile - Hanna Kas'janova, multiplista ucraina
- 24 aprile - Serhij Kravčenko, allenatore di calcio e ex calciatore ucraino
- 24 aprile - Nayuta Mizuno, pilota motociclistico giapponese
- 24 aprile - Alexis Ohanian, imprenditore statunitense
- 24 aprile - Eros Schiavon, allenatore di calcio e ex calciatore italiano
- 24 aprile - Arim Solares, ex cestista messicano
- 24 aprile - Cyril Théréau, ex calciatore francese
- 24 aprile - Matthew Winstanley, pilota motociclistico inglese
- 24 aprile - Naoki Yuasa, ex sciatore alpino giapponese
- 24 aprile - Iman bint al-Husayn, principessa giordana
- 25 aprile - Stefan Ålander, ex calciatore svedese
- 25 aprile - Garðar Gunnlaugsson, ex calciatore islandese
- 25 aprile - Alessandro Cremona, pilota motonautico italiano
- 25 aprile - Javad Davari, ex cestista iraniano
- 25 aprile - Katharina Heyer, attrice tedesca
- 25 aprile - Oleh Husjev, ex calciatore ucraino
- 25 aprile - Bogna Jóźwiak, schermitrice polacca
- 25 aprile - Dušan Kožíšek, ex fondista ceco
- 25 aprile - Marko Marić, ex calciatore croato
- 25 aprile - Denis Matveev, cosmonauta russo
- 25 aprile - Zach Morley, ex cestista statunitense
- 25 aprile - Emmeline Ndongue, ex cestista francese
- 25 aprile - Paulo Pezzolano, allenatore di calcio e ex calciatore uruguaiano
- 25 aprile - Dorothea Richter, ex cestista tedesca
- 25 aprile - Kōki Saga, pilota automobilistico giapponese
- 25 aprile - Johnathan Thurston, rugbista a 13 australiano
- 25 aprile - Paolo Tiramani, politico italiano
- 25 aprile - Daniel Tompkins, cantautore e produttore discografico britannico
- 25 aprile - DeAngelo Williams, giocatore di football americano e wrestler statunitense
- 25 aprile - Nick Willis, mezzofondista neozelandese
- 26 aprile - Bruno Grougi, allenatore di calcio e ex calciatore francese
- 26 aprile - Djamal Mahamat, ex calciatore libico
- 26 aprile - Vlastimil Karal, calciatore ceco
- 26 aprile - José María López, pilota automobilistico argentino
- 26 aprile - Mário Rui Correia Tomás, ex calciatore portoghese
- 26 aprile - Noah Mills, supermodello e attore canadese  |NazionalitàNaturalizzato = statunitense
- 26 aprile - Marco Ramos, ex calciatore portoghese
- 26 aprile - Ōrora Satoshi, lottatore di sumo russo
- 26 aprile - Andréia Sforzin, pallavolista brasiliana
- 26 aprile - Juris Šics, slittinista lettone
- 26 aprile - Francisco Ronaldo Silva, ex calciatore uruguaiano
- 26 aprile - Annita van Doorn, pattinatrice di short track olandese
- 27 aprile - Richard Bloomfield, ex tennista britannico
- 27 aprile - Francis Capra, attore statunitense
- 27 aprile - Mamadou Danso, ex calciatore gambiano
- 27 aprile - Mark De Man, ex calciatore belga
- 27 aprile - Óscar Figueroa, sollevatore colombiano
- 27 aprile - Ari Graynor, attrice statunitense
- 27 aprile - Amy Hetzel, pallanuotista australiana
- 27 aprile - Sergio Contreras Pardo, ex calciatore spagnolo
- 27 aprile - Jun Mayuzuki, fumettista e artista giapponese
- 27 aprile - Donald Penn, ex giocatore di football americano statunitense
- 27 aprile - Aronne Pieruz, allenatore di sci alpino e ex sciatore alpino italiano
- 27 aprile - Brian Robison, giocatore di football americano statunitense
- 27 aprile - Beatrice Sciacca, ex cestista italiana
- 27 aprile - Jesse Smith, pallanuotista statunitense
- 28 aprile - Emily Azevedo, bobbista statunitense
- 28 aprile - Joshua Brookes, pilota motociclistico australiano
- 28 aprile - Ilian Evtimov, ex cestista bulgaro
- 28 aprile - David Freese, ex giocatore di baseball statunitense
- 28 aprile - Cocoa Fujiwara, fumettista giapponese († 2015)
- 28 aprile - Roger Johnson, allenatore di calcio e ex calciatore inglese
- 28 aprile - Noeki Klein, pallanuotista olandese
- 28 aprile - Adrian Komu, calciatore papuano († 2012)
- 28 aprile - Pappachan Pradeep, ex calciatore indiano
- 28 aprile - Rayden, rapper e produttore discografico italiano
- 28 aprile - Thomas Waldrom, ex rugbista a 15 neozelandese
- 29 aprile - Jonás Berami, attore e personaggio televisivo spagnolo
- 29 aprile - Megan Boone, attrice statunitense
- 29 aprile - Jay Cutler, giocatore di football americano statunitense
- 29 aprile - Artur Futre, ex calciatore portoghese
- 29 aprile - Han Ying, tennistavolista tedesca
- 29 aprile - Sam Jones III, attore statunitense
- 29 aprile - Ladji Keita, ex calciatore senegalese
- 29 aprile - David Lee, ex cestista statunitense
- 29 aprile - Hedvig Lindahl, ex calciatrice svedese
- 29 aprile - John M'Bumba, pugile francese
- 29 aprile - Semih Şentürk, allenatore di calcio e ex calciatore turco
- 29 aprile - Sorelle Soska, regista, sceneggiatrice e produttrice cinematografica canadese
- 29 aprile - Aco Stojkov, ex calciatore macedone
- 30 aprile - Majlinda Agaj, attrice albanese
- 30 aprile - Stevie Aiello, musicista, cantautore e produttore discografico statunitense
- 30 aprile - Colum Eastwood, politico britannico
- 30 aprile - Rodolfo Fortino, giocatore di calcio a 5 brasiliano
- 30 aprile - Tatjana Hüfner, ex slittinista tedesca
- 30 aprile - Olivier Kaisen, dirigente sportivo e ex ciclista su strada belga
- 30 aprile - Evgenij Korotyškin, ex nuotatore russo
- 30 aprile - Alena Leŭčanka, ex cestista bielorussa
- 30 aprile - Ian Lindo, calciatore britannico
- 30 aprile - Paul McQuistan, giocatore di football americano statunitense
- 30 aprile - Nenad Milijaš, allenatore di calcio e ex calciatore serbo
- 30 aprile - Stefano Rabaglietti, ex cestista italiano
- 30 aprile - Mathew Sigei, ex maratoneta keniota
- 30 aprile - The Tallest Man on Earth, cantautore svedese
- 30 aprile - Pierre-Benoist Varoclier, attore e sceneggiatore francese
- 30 aprile - Leandro Vissotto, ex pallavolista brasiliano
- 30 aprile - Yun Mi-jin, arciera sudcoreana
- 30 aprile - Wellington da Silva Vicente, ex calciatore brasiliano